# Tinodes maroccanus
Tinodes maroccanus là một loài Trichoptera trong họ Psychomyiidae. Chúng phân bố ở miền Cổ bắc.